# Linnaemya rutilus
Linnaemya rutilus là một loài ruồi trong họ Tachinidae.